# Galgenen

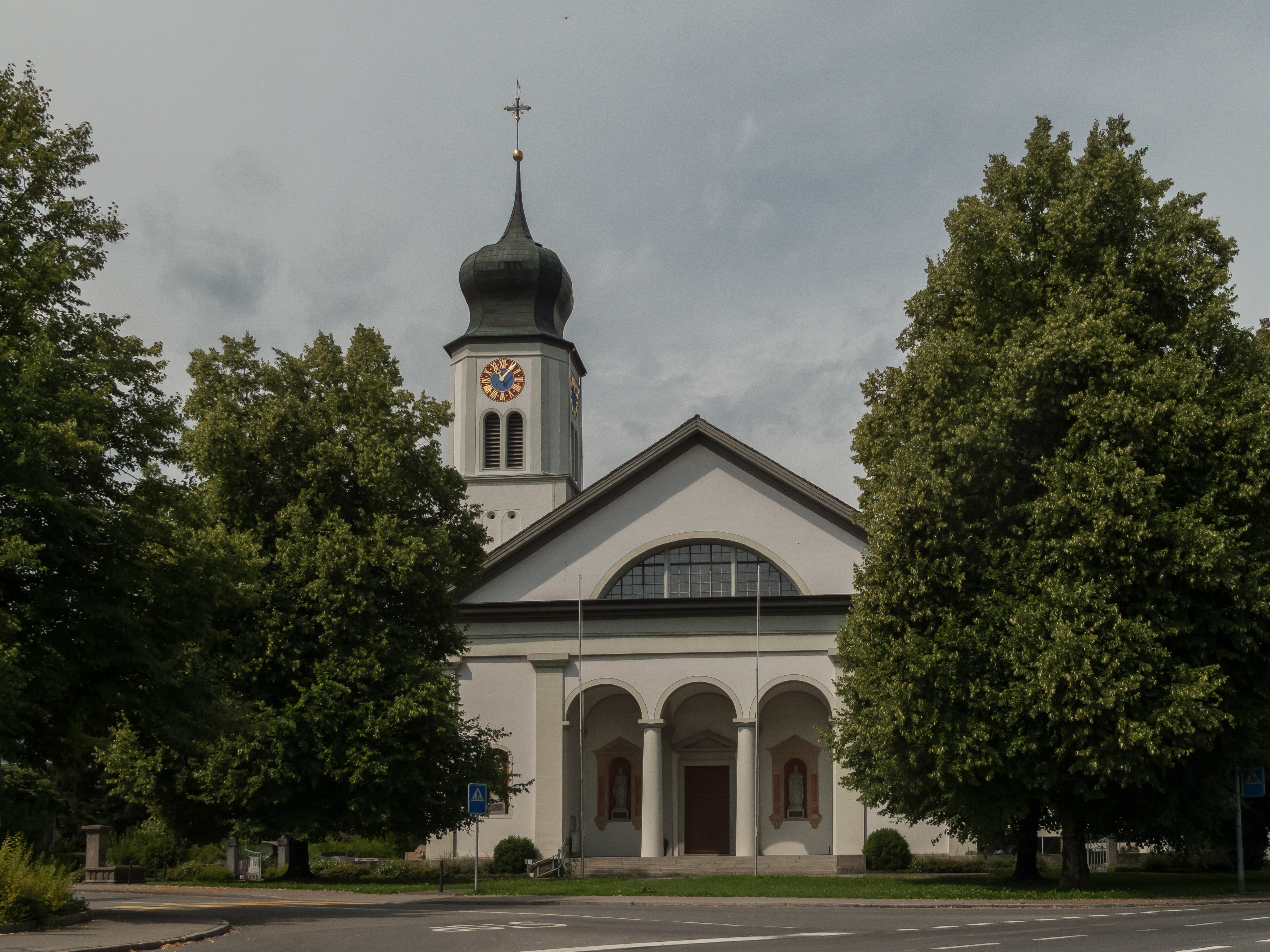
Galgenen, kerk: Katholische Pfarrkirche Sankt Martin

Galgenen is een gemeente en plaats in het Zwitserse kanton Schwyz, en maakt deel uit van het district March. Galgenen telt 5.019 inwoners.

## Geboren
- Heinrich Oechslin (1913-1985), rechter en politicus